# Boží muka

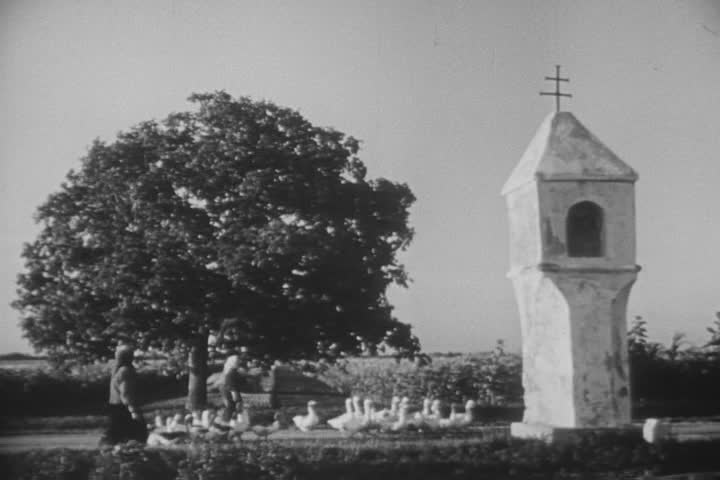
Slovenská boží muka v meziválečném Československu (Ohrady, Slovensko).

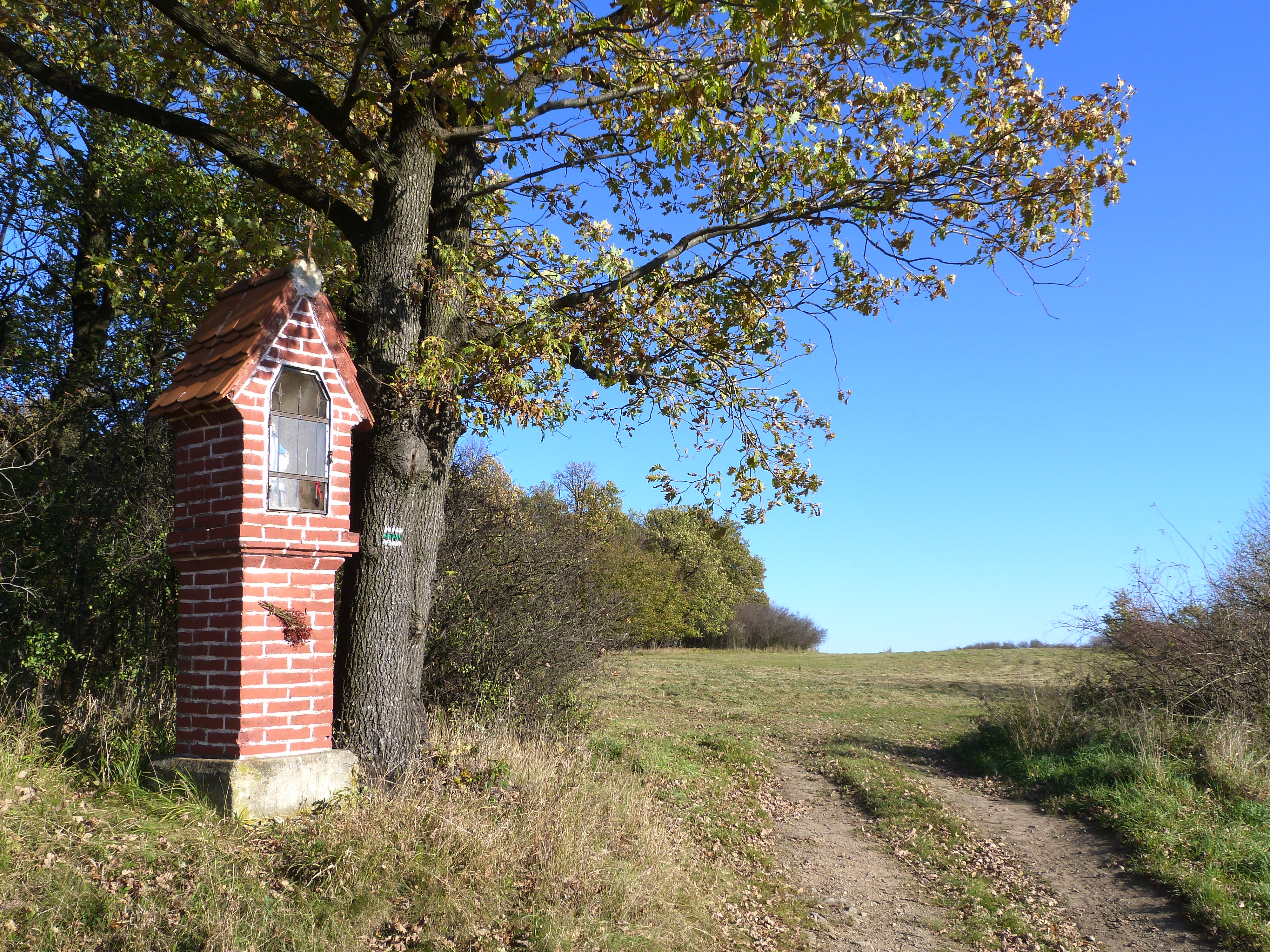
Neobvyklý typ (Pitárné na Osoblažsku)

Boží muka se nazývá drobná stavba nejčastěji ve tvaru sloupu nebo pilíře, někdy krytá stříškou. Mají symbolizovat sloup, u něhož byl z rozhodnutí Pontia Pilata bičován Kristus. Boží muka se nacházejí na návrších, rozcestích či křižovatkách a označují zajímavá místa (místa dalekého rozhledu, přírodní zajímavosti, významné bitvy nebo neštěstí), hranice pozemků nebo správních území obcí.

## Vymezení a vývoj pojmu
Původně měla boží muka ve výklenku kaplice obraz či reliéf umučeného Krista. Někdy byly původní obrázky nahrazeny jinými obrázky svatých a došlo k posunu významu: zatímco starší slovníky považovaly za podstatný obraz umučeného Krista. Příruční slovník jazyka českého II (Praha 1937–38) na straně 993 popisoval boží muka jako „sloup s obrazem umučeného Krista nebo kříž s tělem Kristovým“, tj. zahrnoval pod tento pojem i krucifixy. Novější slovníky řadí mezi boží muka i sloupy s obrázkem svatého či svatých – Slovník spisovného jazyka českého 1 z roku 1960 definuje boží muka jako sloup s obrazem Kristova umučení nebo s obrazem svatého vůbec a Slovník spisovné češtiny pro školu a veřejnost z roku 1978 jako sloup s křížem n. s obrázkem svatého.
Existuje řada typů božích muk, některé přecházejí ve výklenkovou kapli. Občas bývá název Boží muka používán také pro krucifix situovaný ve venkovním prostoru, což neodpovídá dnešnímu odbornému významu. Pro krucifix se někdy používá termín „boží umučení“, odlišný od termínu „boží muka“.
Kodifikační slovníky češtiny uvádějí přídavné jméno „boží“ ve všech použitích a významech s malým počátečním písmenem, pokud se slovo nevyskytuje na začátku složeného vlastního jména. Internetová jazyková příručka doplňuje poznámku, že pro vyjádření úcty lze psát i s velkým písmenem: „Boží“. Tak je to také obvyklé v náboženském prostředí a kontextu, který je ostatně těmto stavbám vlastní, zatímco v architektonickém nebo památkářském kontextu je běžné i psaní s malým písmenem.
Výraz se používá jak v pomnožném čísle středního rodu (u božích muk), tak v jednotném čísle ženského rodu (u boží muky – častější na Moravě).

## Historie
Nejstarší Boží muka se snad začala vyskytovat již před 14. stoletím. Od 14. století se objevují kamenná gotická Boží muka, z nichž se zčásti též kvůli husitskému obrazoborectví dochovala jen některá (např. na Českobudějovicku a Českokrumlovsku). Největší rozšíření Božích muk pak patří období baroka a první republiky.
Po řadě pozemkových reforem, zejména pak po scelování menších polí do rozměrných honů v rámci kolektivizace v 50. letech 20. století, se z volné krajiny vytratily jednoznačné identifikátory konkrétních míst. Zachovaná Boží muka společně s památnými stromy představují důležité orientační body nejen pro turisty, ale hlavně pro majitele a správce pozemků.

## Tvarosloví a materiál
Jak už bylo zmíněno v úvodu, první Boží muka byla pravděpodobně dřevěná. Jedná se především o 14. a začátek 15. století. Z této doby se však žádná nedochovala. Později od 15. století se již začínají tesat z kamene (v jižních Čechách ze žuly). Tento trend pokračuje až do období baroka, kdy bývá na horní partii umísťován kamenný nebo železný kříž. Od poloviny 18. století můžeme též datovat první zděná a omítnutá Boží muka, i když některá mohou být i starší.
Standardní Boží muka z období gotiky jsou tvořena třemi částmi. Jedná se o patku, dřík a hlavici, které bývají někdy vytesány z jednoho kamene, ale daleko častěji se skládají z dílů.

### Patka
Patka je nejspodnější část Božích muk, připomínající sokl. Bývá nejčastěji obdélníkového tvaru s ohlazenými stěnami. Vrchní hrany patky mohou být různě zkoseny. Podzemní část patky se pozná podle toho, že není opracována.

### Dřík
Na patku navazuje, většinou poměrně dlouhý dřík (1,5–2 m). Je užší než patka, opět obdélníkového tvaru, přičemž postranní hrany jsou zkoseny. Setkáváme se i s dříky v podobě spirály a později též válce. Dřík může na sobě nést reliéfy různých znaků, nápisy či data (ta nemusí ale vždy odpovídat stáří Božích muk).

### Hlavice
Hlavice je zakončení této malé sakrální stavby. Jedná se o různě tvarovanou boudičku s nikami či řidčeji reliéfy, na jejímž vrcholu může být kamenný křížek. Hlavice mohou být různě zdobené s různými rostlinnými motivy. Pokud se uvnitř hlavice nachází soška, bývá většinou novějšího data. Pokud došlo v průběhu let k ulomení kamenného křížku, byl nahrazen kovovým. V průběhu baroka byly též ulomené hlavice nahrazovány jinými sochařskými dílky či kříži s Ježíšem Kristem.

## Fotogalerie

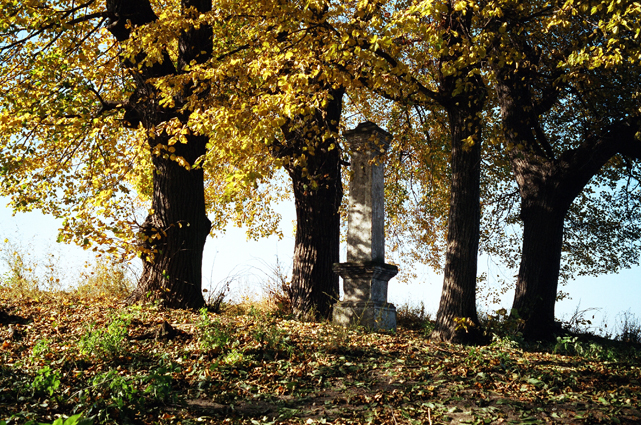
Boží muka a památné lípy srdčité u Přerova nad Labem Na Vrších
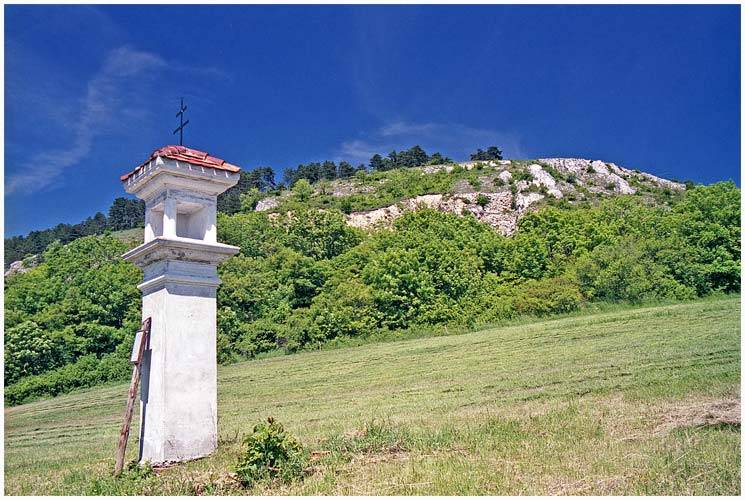
Sloupková Boží muka u obce Klentnice pod Pavlovskými vrchy
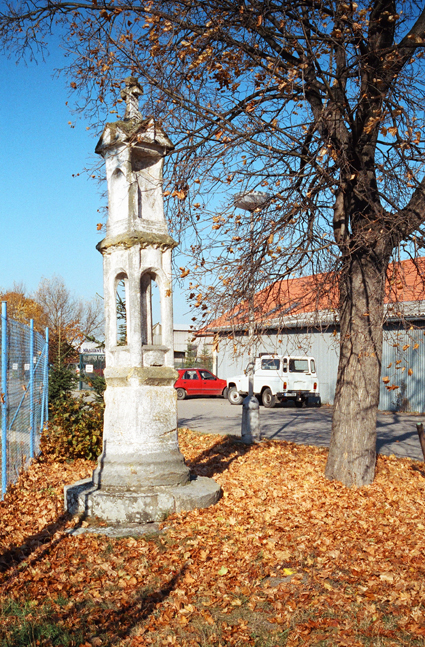
Boží muka v Přerově nad Labem
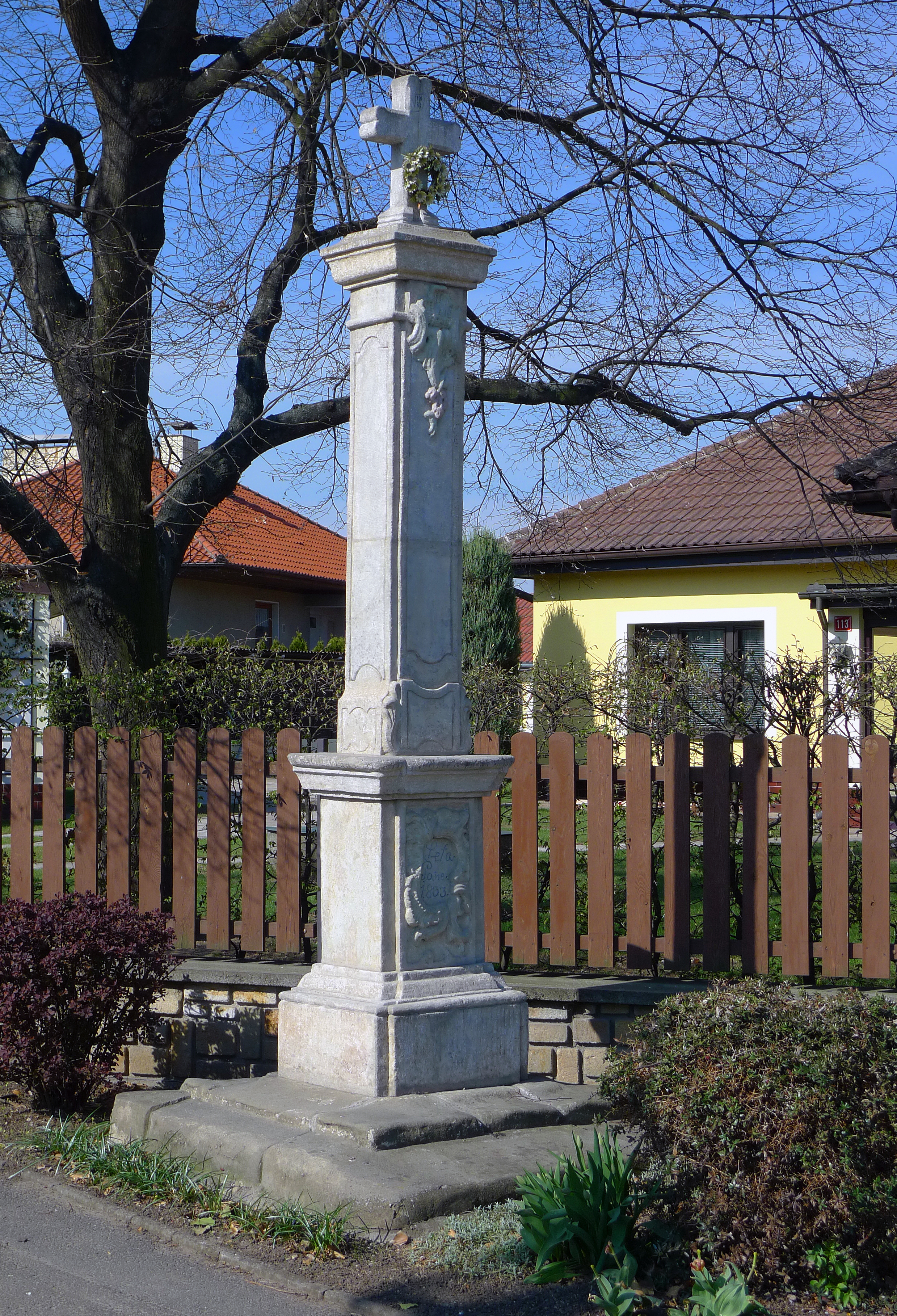
Boží muka v Přerově nad Labem
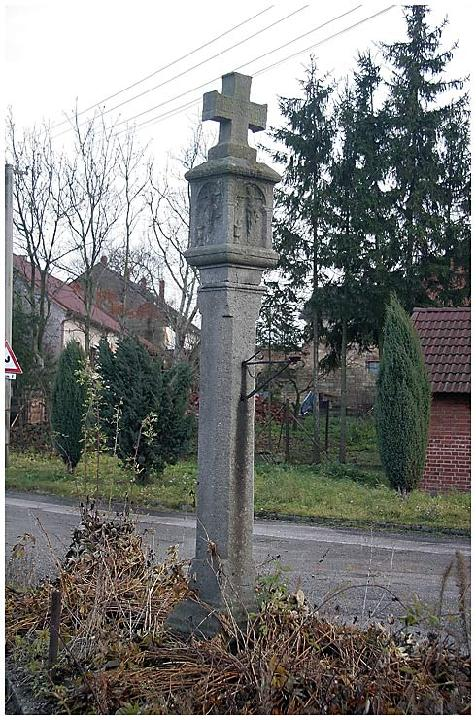
Boží muka v obci Benátky u Hradce Králové
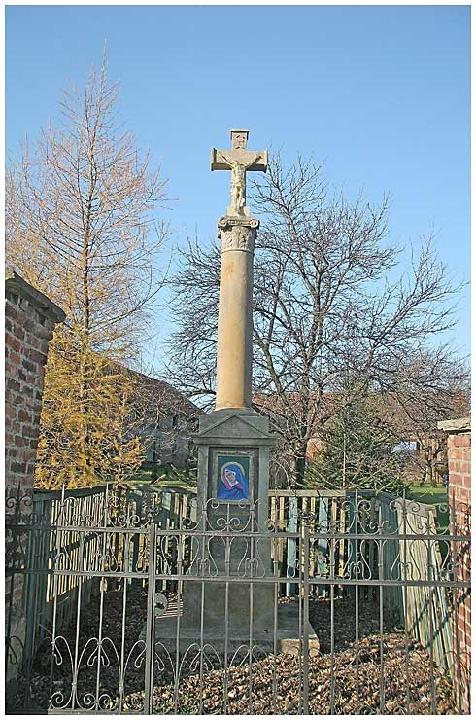
Boží muka v obci Bukovina u Hradce Králové
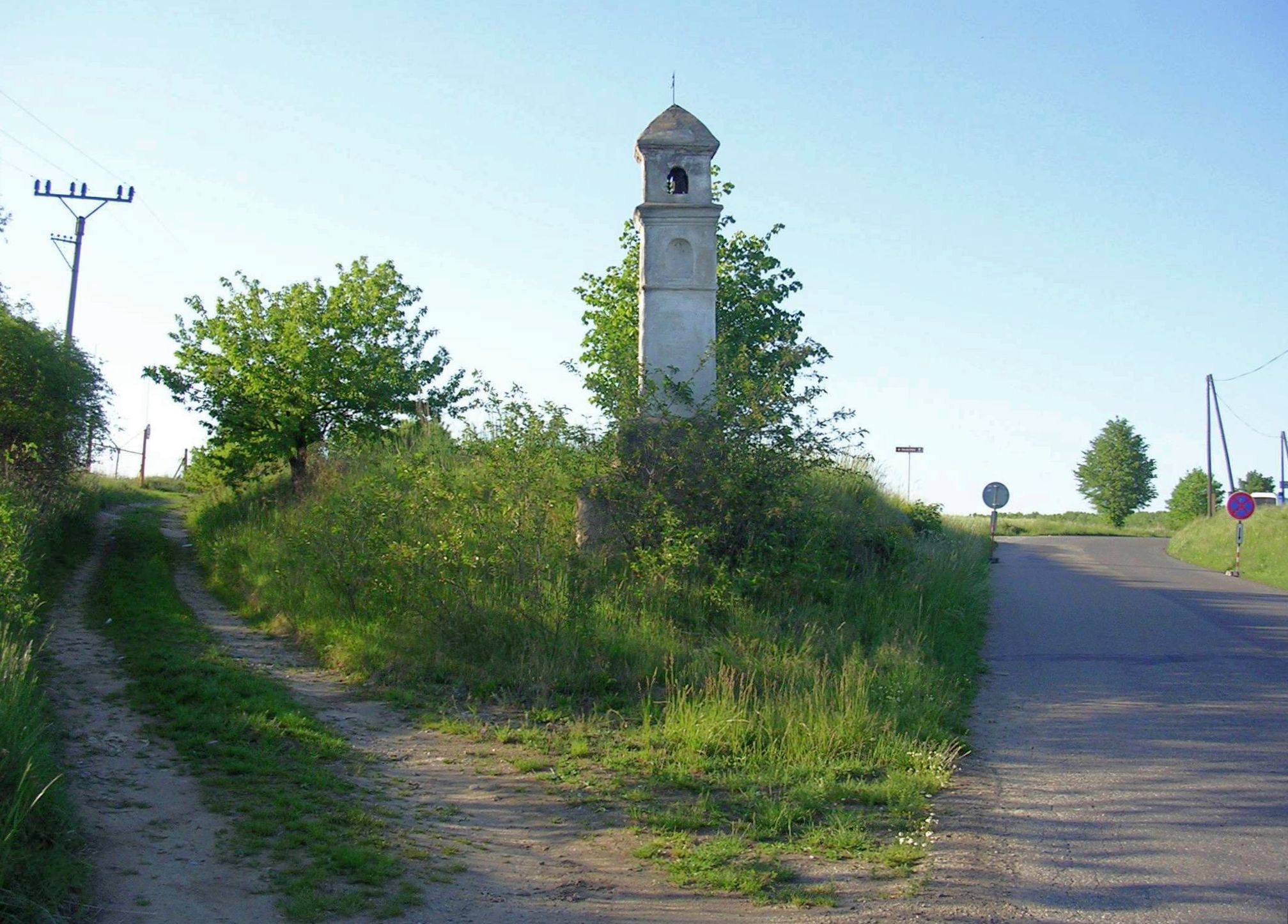
Boží muka u Prčice (město Sedlec-Prčice)
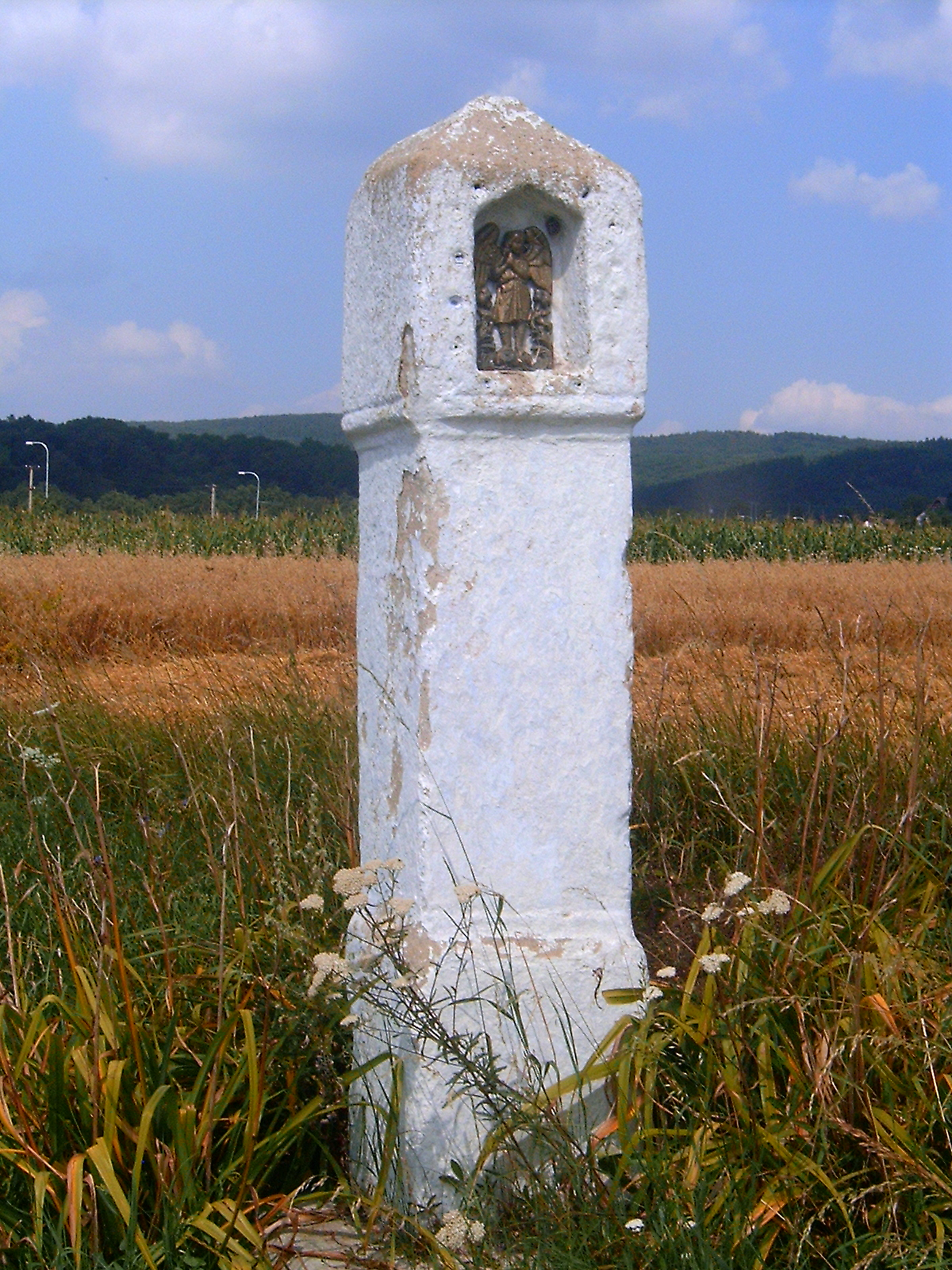
Boží muka u Vřesovic
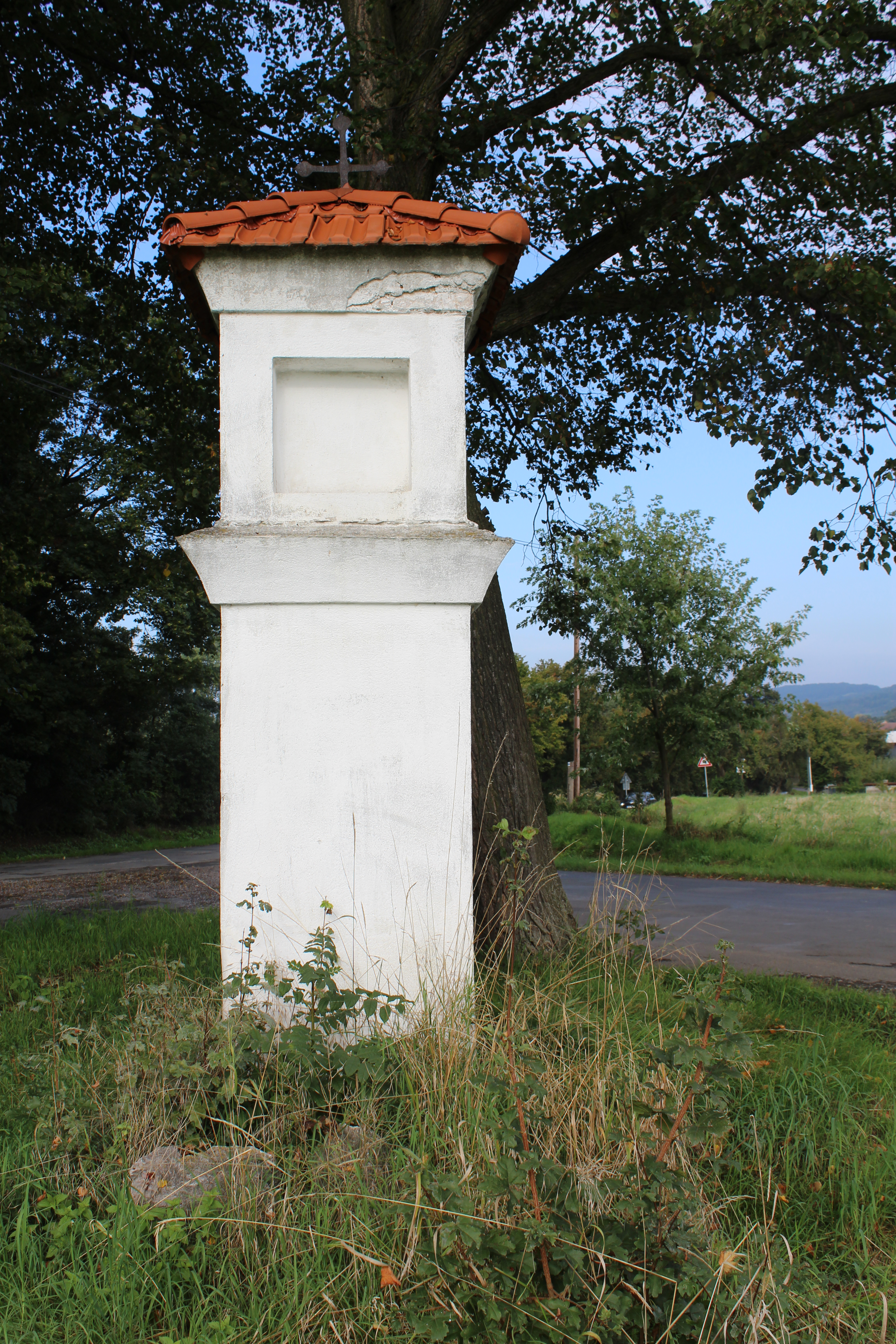
Boží muka u Litně
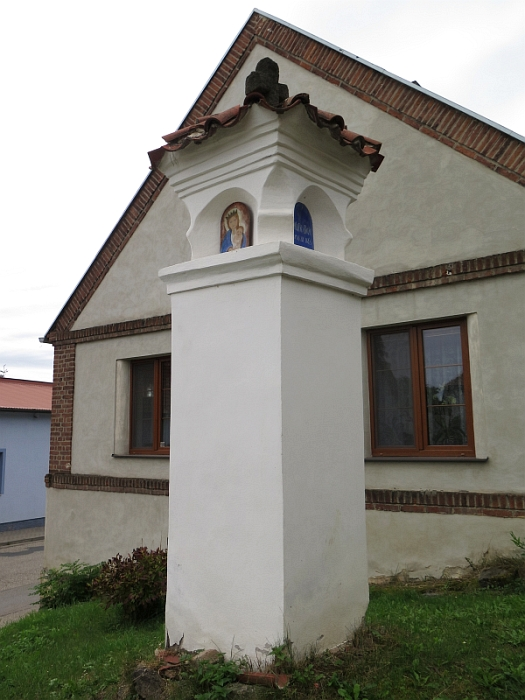
Boží muka v Netolicích
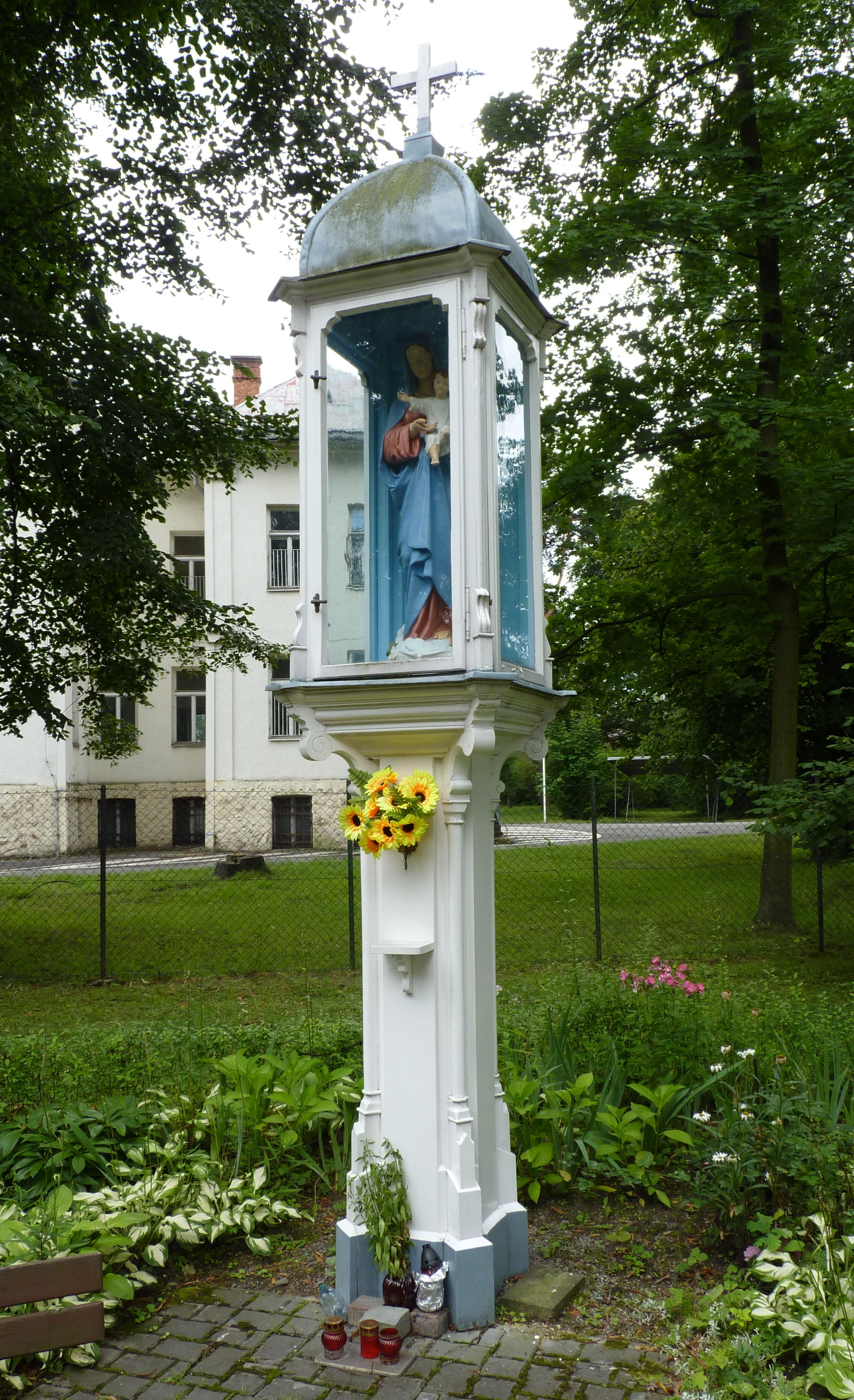
Boží muka v Karviné
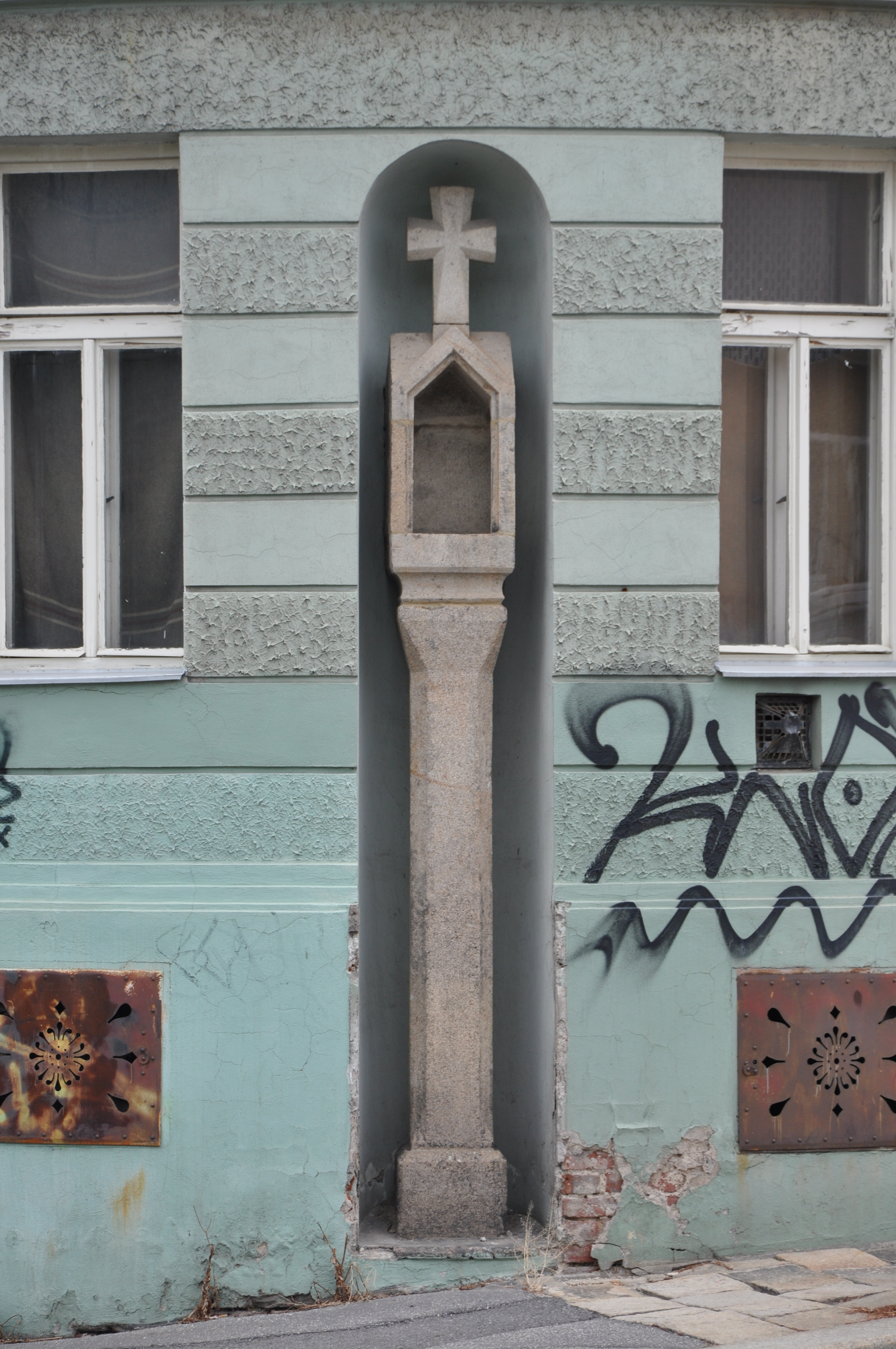
Boží muka v Jihlavě
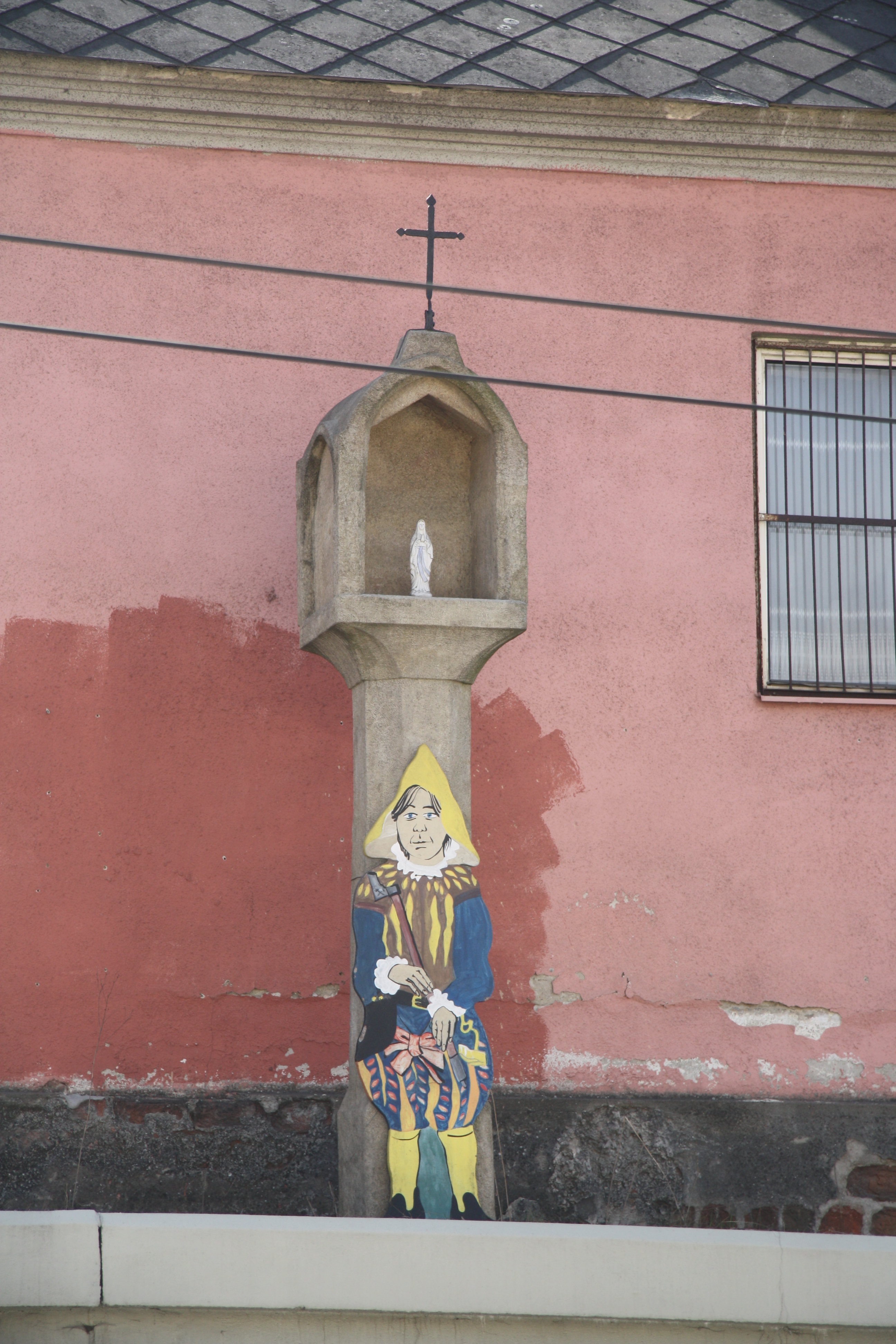
Boží muka v Jihlavě
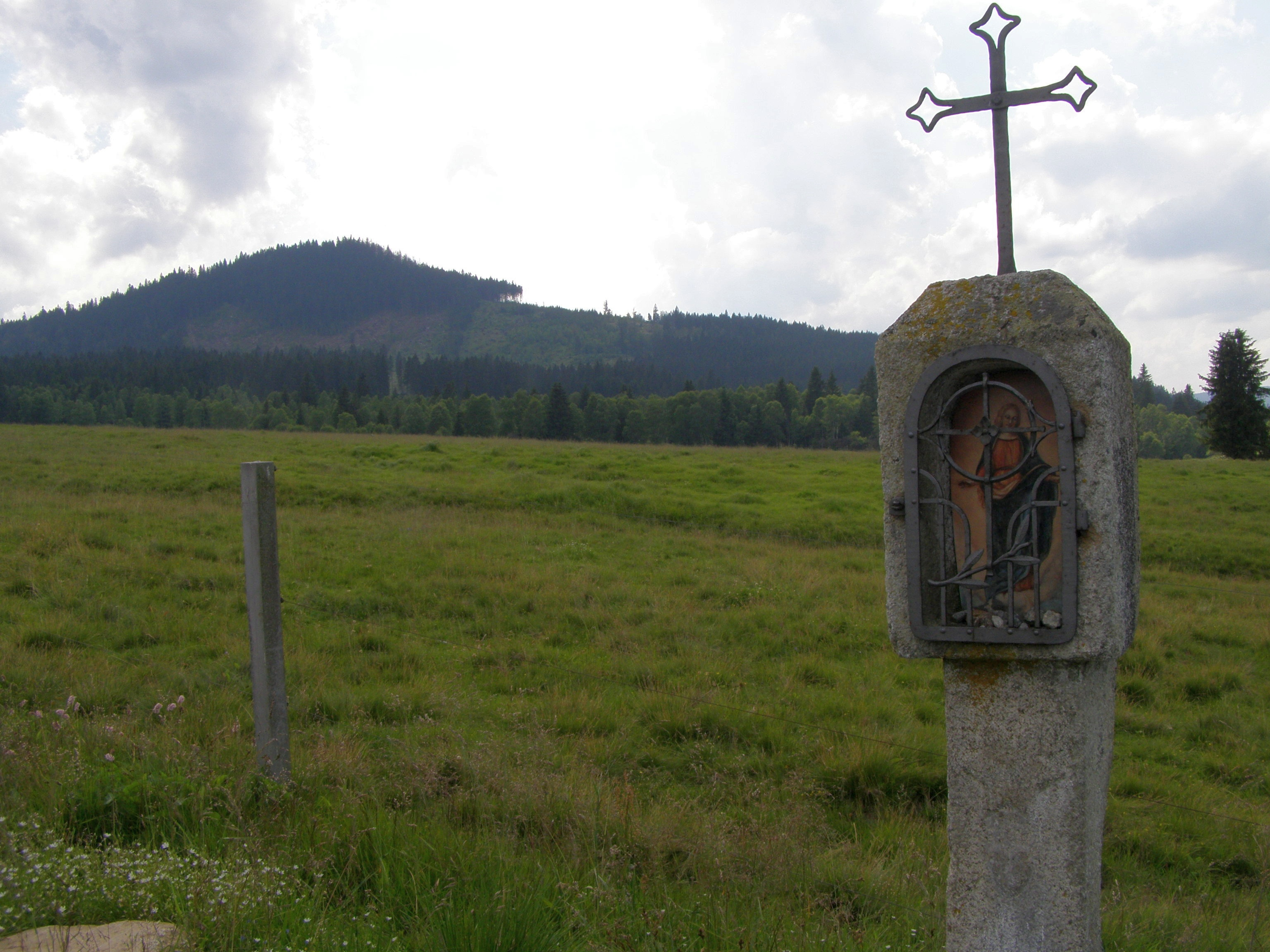
Boží muka, Horská Kvilda (u Hamerského potoka, v pozadí Orel)
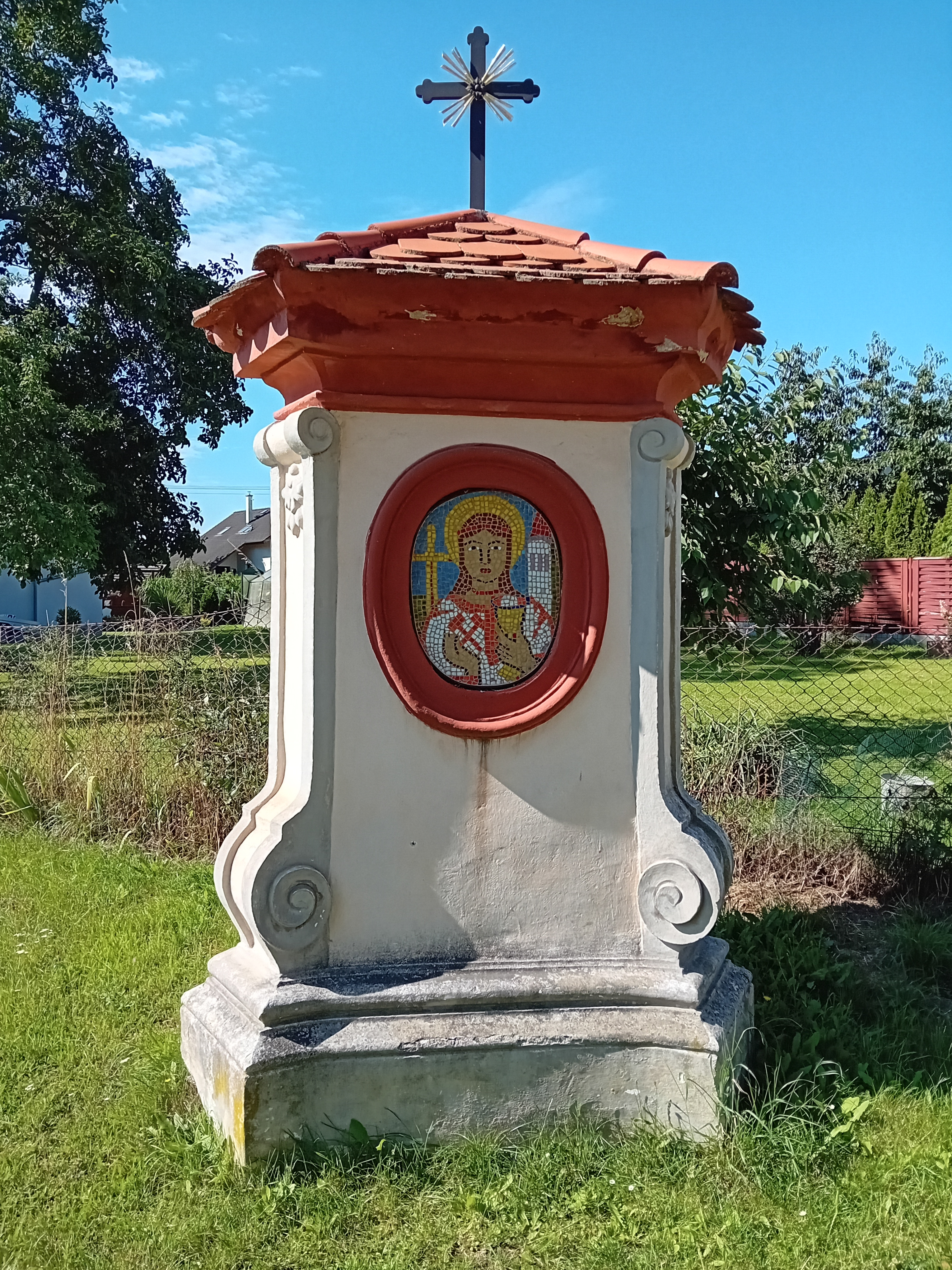
Boží muka v Úvalně